# 布鲁内特
布鲁内特，是西班牙马德里自治区的一个市镇。总面积49平方公里，总人口6037人（2001年），人口密度123人/平方公里。